# Michel Cool
Michel Cool, né en 1956 dans le département du Nord, est un journaliste français de presse écrite, radio et télévisée, spécialisé dans les affaires religieuses. Il a été rédacteur en chef des hebdomadaires Témoignage chrétien (1997-2005) et La Vie (2011-2013). Il a été producteur sur France Culture (2005-2012) et chroniqueur au Jour du Seigneur sur France 2 et sur la radio RCF. Il  a été éditeur chez Salvator (2013-2020).

## Parcours professionnel
Il est journaliste de presse écrite, de radio et de télévision, éditeur et auteur de plusieurs ouvrages. Spécialiste de l'information religieuse, il a collaboré à La Vie, Pèlerin et L'Express. Il a été le cofondateur du mensuel Sens Magazine (1989-1992) auquel collaborèrent les journalistes Jean-Claude Guillebaud et Jean-Paul Kauffmann et les écrivains Martin Winckler, Michel Faucheux, Patrice Franceschi et Bernard Fauconnier. Il a été rédacteur en chef de la revue environnementaliste Valeurs Vertes (1993-1997), puis rédacteur en chef et directeur de l'hebdomadaire Témoignage chrétien (1997-2005).
Il impulsa l'organisation de trois voyages inter-religieux en Israël et en Palestine qui permirent à près de six cents Français de soutenir les acteurs de paix et de dialogue de la région. Il collabore à l'hebdomadaire protestant Réforme et au Monde Diplomatique. Sur France Culture, il a coprésenté Le club de la presse des religions (2002-2005) ; sur cette même chaîne, il a produit des émissions de culture religieuse (Les nouveaux théologiens, Histoire de… papes, Histoire du… christianisme ; séries d'entretiens A voix nue avec Hans Küng, Jean Delumeau, le cardinal André Vingt-Trois ; documentaires sur Lourdes et Georges Bernanos).
Il a présenté une chronique littéraire hebdomadaire pour Le Jour du Seigneur, le dimanche matin sur France 2 jusqu'en 2018. Michel Cool a animé aussi des sessions de formation permanente pour des journalistes professionnels sous l'égide de l'École supérieure de journalisme de Lille (ESJ-Médias). Depuis avril 2010, il est membre de l'Association « Dom Helder-Mémoire et actualité ».
De 2013 à 2020 il a été éditeur aux Éditions Salvator et a publié notamment les ouvrages d'auteurs primés comme Véronique Dufief, Annabelle Combes, Martin Steffens ou Alexandre Siniakov. Il a également édité des livres des théologiens comme Dominique Collin et Isabelle Desmazières et des cardinaux Carlo-Maria Martini (+), André Vingt-Trois, Luis AntonioTagle, José Tolentino de Mendonça, Matteo Zuppi et Joseph De Kesel.        
Il collabore depuis plusieurs années à la préparation des cycles de conférences qui ont lieu chaque été sur la Côte d'Opale ( Berck/ Mer et Le Touquet) à l'initiative du Comité de pastorale du tourisme local, "Past' Opale".  
Il a obtenu le prix de littérature religieuse 2012 pour son livre Conversion au silence : itinéraire spirituel d'un journaliste . Depuis 2012, il organise une retraite annuelle de silence pour écrivains et journalistes dans un monastère. 
Depuis 2018, il est membre du jury du Prix littéraire "Témoins de lumière" qui est décerné chaque année, dans le cadre du Salon du livre du Touquet, par la Ville du Touquet et la librairie La Procure-Lille.   
Il a été élu en juin 2021 administrateur des Semaines Sociales de France.
Depuis 2021, il est chroniqueur à La Croix et au site en ligne Aleteia. Il a publié son premier roman « L’échappée belle du pape » chez Quasar en 2023.

## Ouvrages
- Mireille Nègre : je danserai pour toi, Desclée de Brouwer, 1984
- A.J. Cronin. Romans, préface, Presses de la Cité, collection "Omnibus", 1993
- André Malraux, l'aventure de la fraternité, Desclée de Brouwer, 1996
- Les chrétiens et la mondialisation, en collaboration avec Pierre Vilain, Desclée de Brouwer, 2002
- L'évêque et le sociologue : croire à l'aube du XXIe siècle, entretiens avec Mgr Gérard Defois et Patrick Michel, Éditions de l'Atelier, 2004
- Les nouveaux penseurs du christianisme, Desclée de Brouwer, 2006
- La liberté dans la foi, entretiens avec le cardinal André Vingt-Trois, Éditions de l'Aube et France culture, 2008
- Le mystère Lourdes d'hier à aujourd'hui, en collaboration avec Bernadette Sauvaget, Desclée de Brouwer, 2008
- Messagers du silence, Albin Michel, 2008
- Pour un capitalisme au service de l'homme, Paris, Albin Michel, 2009 (ISBN 978-2-226-19311-7)
- Conversion au silence : itinéraire spirituel d'un journaliste, Paris, éditions Salvator, 2011, 224 p. (ISBN 978-2-706-70837-4) prix de littérature religieuse 2012[4]]
- Dans le secret et l'amitié des moines, Bayard, 2012
- François, pape du Nouveau Monde, Paris, éditions Salvator, 2013 (ISBN 978-2-369-18002-9)
- Méditer avec le pape François, Paris, éditions Salvator, 2013 (ISBN 978-2-7067-1049-0)
- La nouvelle légende dorée, Paris, éditions Salvator, 2014 (ISBN 978-2-7067-1174-9)[5]
- Tango à Rome : mon plaidoyer pour le pape François, Paris, éditions Salvator, 2015 (ISBN 978-2-7067-1280-7)
- De quoi avons-nous peur ? Désarmons-nous, Paris, éditions Salvator, 2017 (ISBN 978-2-7067-1610-2)
- Paul VI prophète. Dix gestes qui ont marqué l'histoire, Paris, éditions Salvator, 2018 (ISBN 978-2-7067-1704-8)
- Retrouver l´enthousiasme, Paris, éditions Salvator, 2021 (ISBN 978-2-7067-2039-0)

## Autres publications
- 50 clés pour comprendre la vie monastique, hors-série du Pèlerin, mars 2010
- Les moines : quel est leur secret, réalisation du dossier du hors-série de La Vie, septembre 2010